# Tha Dogg Pound
Tha Dogg Pound è un gruppo musicale hip hop composto da Daz Dillinger e Kurupt.

## Storia
All'inizio della loro carriera furono sotto contratto con la Death Row Records, contribuendo al successo dell'etichetta. Il duo debuttò nel 1992 in vari brani dell'album di Dr. Dre The Chronic. Inoltre collaborarono all'album di debutto di Snoop Dogg Doggystyle, e ad altri brani editi dalla Death Row Records come Murder Was The Case e Above The Rim. Il loro album di debutto, di genere hardcore hip hop, Dogg Food è stato pubblicato nel 1995, e generò molte polemiche per i testi pieni di riferimenti alla violenza ed al sesso. Nel 1996 i Dogg Pound ottengono una nomination ai Grammy Award nella categoria miglior interpretazione rap di un gruppo o duo per il brano What Would You Do.
Dal 1998 Kurupt e Daz Dillinger intrapresero carriera da solisti. nel 1999 entrambi rescissero il contratto con la Death Row Records, dopo che in seguito alla morte di Tupac Shakur si erano verificate numerose divergenze all'interno dell'azienda. Kurupt fondò la propria casa discografica, la Antra Records, mentre Daz insieme a Soopafly fondarono la D.P.G. Recordz. Tuttavia, nel 2002 i due entrarono in contrasto fra loro e Daz Dillinger tornò alla Death Row Records, creando grandi polemiche nel gruppo. La sua prima pubblicazione da solista per la Death Row Against Tha Grain fu posticipata numerose volte, mentre Kurupt era ancora con l'etichetta, ed alla fine vide la luce nell'agosto 2006. A gennaio 2005 Daz pubblicò un altro album da solista intitolato Tha Dogg Pound Gangsta LP. Alla fine i Dogg Pound si riunirono e pubblicarono Dillinger & Young Gotti II nel novembre 2005. Nel 2006 Snoop Dogg si unì ai due, e fu pubblicato un nuovo album Cali Iz Active.
D.P.G.C. (abbreviazione per Dogg Pound Gangsta Crips) è il supergruppo formato dai Dogg Pound, Snoop Dogg, Soopafly, Warren G, Nate Dogg, Bad Azz, Lil' ½ Dead, RBX, Lady of Rage, Butch Cassidy e Tha Eastsidaz. I Dogg Pound Gangstaz collaborano comunemente nei progetti e nei dischi dei singoli appartenenti al gruppo.

## Discografia

### Album studio
- 1995 - Dogg Food
- 2001 - Dillinger & Young Gotti
- 2005 - Dillinger & Young Gotti II: Tha Saga Continuez...
- 2006 - Cali Iz Active
- 2007 - Dogg Chit
- 2009 - That Was Then, This Is Now
- 2010 - 100 Wayz
- 2021 - DPG 4 Life

### Raccolte
- 2001 - 2002
- 2004 - The Last of Tha Pound
- 2010 - Keep on Ridin
- 2012 - Doggy Bag

### Album strumentali
- 2009 - The Saga Continuez II
- 2009 - Dogg Chit

### Mixtape
- 2006 - DPGC: Back In Business (host di DJ Nik Bean)
- 2008 - Full Circle (Dogg Pound Gangsta Grillz) (host di DJ Drama)
- 2012 - DPGC'Ology (host di DJ Nik Bean)
- 2012 - That's My Work Volume 1 (con Snoop Dogg)
- 2014 - That's My Work Volume 5 (con Snoop Dogg)

### Album collaborativi
- 2011 - Stay of Execution (con RBX e The Lady of Rage con il nome The N'Matez)[3][4][5]

### EP
- 2008 - Let's Ryde 2Night EP